# Gauliga Westmark 1941/42
De Gauliga Westmark 1941/42 was het eerste voetbalkampioenschap van de Gauliga Westmark. De Gauliga Südwest-Mainhessen werd omwille van de Tweede Wereldoorlog in twee nieuwe Gauliga's opgesplitst.
1. FC Kaiserslautern werd kampioen en plaatste zich voor de eindronde om de Duitse landstitel. De club versloeg SV Waldhof 07 en verloor dan met 9-3 van FC Schalke 04.

## Eindstand
| Plaats | Club                     | Wed.           | W              | G              | V              | Saldo          | Ptn.           |
| ------ | ------------------------ | -------------- | -------------- | -------------- | -------------- | -------------- | -------------- |
| 1.     | 1. FC Kaiserslautern     | 16             | 12             | 2              | 2              | 73:24          | 26:6           |
| 2.     | FV Metz                  | 16             | 9              | 2              | 5              | 43:30          | 20:12          |
| 3.     | TSG 1861 Ludwigshafen    | 16             | 8              | 3              | 5              | 30:19          | 19:13          |
| 4.     | TuRa 1882 Ludwigshafen   | 16             | 7              | 3              | 6              | 34:32          | 17:15          |
| 5.     | Borussia VfB Neunkirchen | 16             | 5              | 6              | 5              | 42:40          | 16:16          |
| 6.     | VfR Frankenthal          | 16             | 6              | 2              | 8              | 37:60          | 14:18          |
| 7.     | FV Saarbrücken           | 16             | 6              | 0              | 10             | 31:35          | 12:20          |
| 8.     | TSG Saargemünd           | 16             | 4              | 4              | 8              | 27:48          | 12:20          |
| 9.     | Mundenheimer SpVgg       | 16             | 2              | 4              | 10             | 20:49          | 8:24           |
| 10.    | FK Pirmasens             | Teruggetrokken | Teruggetrokken | Teruggetrokken | Teruggetrokken | Teruggetrokken | Teruggetrokken |

|  | Kampioen, geplaatst voor nationale eindronde |
|  | Degradatie naar Bezirksliga                  |

## Promotie-eindronde
| Plaats | Club             | Wed. | Saldo | Ptn.  |
| ------ | ---------------- | ---- | ----- | ----- |
| 1.     | SC Altenkessel   | 4    | 06:03 | 07:01 |
| 2.     | TSG Kleinrosseln | 4    | 06:08 | 03:05 |
| 3.     | TSG Stahlheim    | 4    | 06:07 | 02:06 |

|  | Promotie naar Gauliga Westmark 1942/43 |

| Plaats | Club                | Wed. | Saldo | Ptn.  |
| ------ | ------------------- | ---- | ----- | ----- |
| 1.     | TSG Oppau           | 4    | 11:06 | 06:02 |
| 2.     | TSG Kaiserslautern  | 4    | 11:09 | 06:02 |
| 3.     | SV Borussia Spiesen | 4    | 05:12 | 00:08 |